# 마른 꽃
《마른 꽃》은 MBC에서 1997년 4월 18일에 방영된 베스트극장로, 환갑을 눈앞에 둔 여자의 연애 감정을 통해 재혼이나 주위사람들에게 미치는 영향, 본인에게 따르는 책임은 어떤 게 있는지를 그렸다.

## 줄거리
한 여사는 조카의 결혼식에 대구로 내렸갔다 올라가는 버스에서 조 박사를 만나고 대화를 나누다보니 편안함과 인생의 참맛을 느끼게 된다. 한 여사의 딸은 아버지가 돌아가시고 홀로 된 엄마의 심정을 이해해 재혼을 시키려 몰래 조 박사의 며느리를 만난다. 이를 안 한 여사는 괜한 짓을 했다며 딸을 나무라고, 조 박사와의 관계를 골똘히 생각하며, 만남이 우연이듯 헤어짐도 우연이라며 조박사를 만나 헤어짐을 이야기하려 한다.

## 등장 인물
- 김민자 : 한 여사 역
- 이순재 : 조 박사 역
- 선우은숙
- 차영옥
- 유기숙
- 신정호